# Вилямовице
Вилямовѝце (на полски: Wilamowice; на немски: Wilmesau, Wilhelmau; вилямовски диалект: Wymysoü) е град в Южна Полша, Силезко войводство, Белски окръг. Административен център е на градско-селската Вилямовишка община. Заема площ от 10,36 км2.

## Население
През 1880 г. града има 320 къщи и 1 662 жители, от тях 1 610 римокатолици и 52 евреи.
Според данни от полската Централна статистическа служба, към 1 януари 2014 г. населението на града възлиза на 3 015 души. Гъстотата е 291 души/км2.